# فيغاباترين
فيغاباترين هو العلامة التجارية لـ "سابريل"، وهو مضاد اختلاج يمنع تقويض حمض الغاما-أمينوبيوتيريك (GABA)حيث يعمل كمانع لتدمير إنزيم ترانسامينيز حمض الغاما-أمينو بيوتيريك (GABA-T). ويعرف أيضاً باسم γ-vinyl-GABA، وهو مشابه بيني لحمض الغاما-أمينو بيوتيريك، لكنه لا يرتبط مع مستقبلات جابا.

## الاستخدامات الطبية

### الصرع
في كندا، تمت الموافقة على استخدام الفيغاباترين كعلاجٍ مساعد (مع أدوية أخرى) في علاج الصرع، والصرع الجزئي والنوبات وكعلاج أحادي للتشنج الصرعي.
في 2003، تمت الموافقة على استخدام الفيغاباترين في المكسيك لعلاج حالات الصرع التي لا يمكن السيطرة عليها باستخدام العلاجات التقليدية، أو لعلاج المرضى الذين تم تشخيصهم مؤخراً ولم تستخدم لعلاجهم علاجات أحادية أخرى.
يستخدم الفيغاباترين أيضاً كعلاج أحادي لعلاج حالات عامة كالنوبات التوترية الرمعية والنوبات وفي حالات التشنجات الطفيلية المتسببة عن المتلازمة الغربية.
في 21 آب (أغسطس) 2009، أعلن لاندبيك أن إدارة الغذاء والدواء (الولايات المتحدة) منحت موافقتين على تطبيقات جديدة للفيغاباترين. يستخدم الفيغابارتين كعلاج وحيد مرضى التشنج الصرعي من الأطفال من عمر شهر حتى سنتين حيث أن الفوائد المحتملة تفوق المخاطر المحتملة لفقدان البصر، وكعلاج مساعد (إضافي) للمرضى البالغين الذين يعانون من نوبات جزئية معقدة ممن لم يستجيبوا لعدة علاجات بديلة إذا كانت الفوائد المحتملة تفوق خطر فقدان البصر لديهم.
عام 1994، ذكر فيشت وبرانتنير-إنثاليو أ، الفيغاباترين خفّض النوبات بنسبة تتراوح بين 50% و100% عند حوالي 85% من الأطفال الذين يعانون من متلازمة لينوكس-غاستو، ولديهم نتائج سيئة بخصوص حمض الفالبرويك.